# Salón del Automóvil de Bolonia
El Salón del Automóvil de Bolonia (también conocido como Motor Show de Bolonia), era un certamen anual dedicado a la exhibición de automóviles y motocicletas, reconocido por la OICA. Se organizó desde 1976 hasta 2017 en las instalaciones de la Feria de Bolonia, y se celebraba durante los primeros diez días de diciembre.

## Historia
El certamen fue concebido y creado por el boloñés Mario Zodiaco, que pretendía ofrecer una alternativa al Salón del Automóvil de Turín y al Salón de Ginebra, que no eran muy interesantes para los jóvenes y para las mujeres. Zodiaco fundó una empresa con Sandro Munari y Giacomo Agostini para gestionar y promocionar el nuevo Salón del Automóvil, que se celebró por primera vez en 1976.
Después de la edición de 1980 vendió todos los derechos a Alfredo Cazzola, quien, a través de su empresa "Promotor", se hizo cargo de la organización hasta la edición de 2006. En 2007, "Promotor" se vendió al grupo francés GL Events.

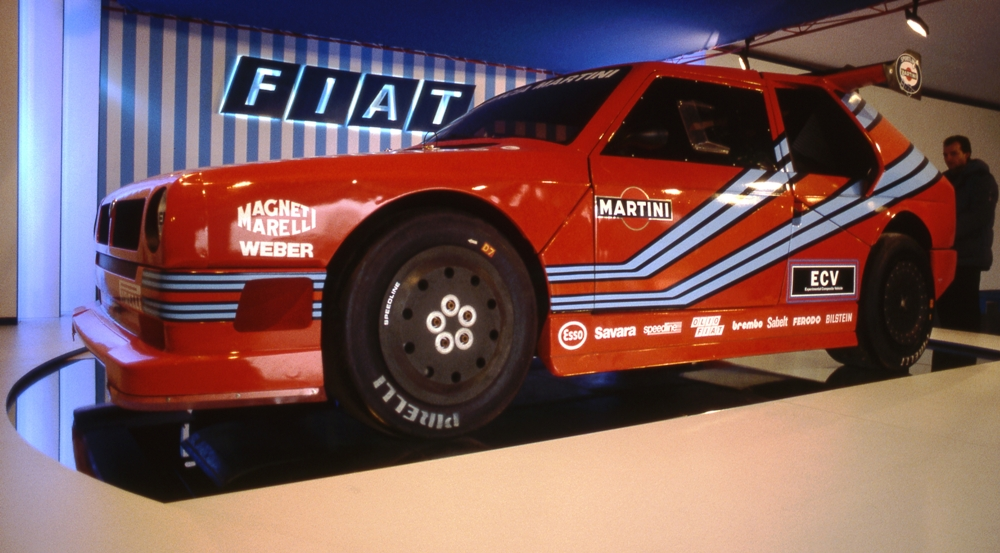
Un Lancia ECV en el Salón de 1986

La duración del evento era de poco más de una semana, y los principales fabricantes de automóviles y motocicletas del mundo solían estar presentes, con sus propios espacios expositivos.
Numerosas celebridades de las dos y de las cuatro ruedas también participaban en el Salón del Automóvil. De hecho, el evento fue conocido no solo por la presentación de los modelos más recientes y los prototipos de futura producción, sino también por la presencia, en el área exterior de los pabellones, de circuitos en los que se organizaban competiciones y espectáculos. A nivel internacional, reunió la presencia de casi todos los deportes relacionados con el mundo del automóvil, desde la Fórmula 1 hasta los rallyes.

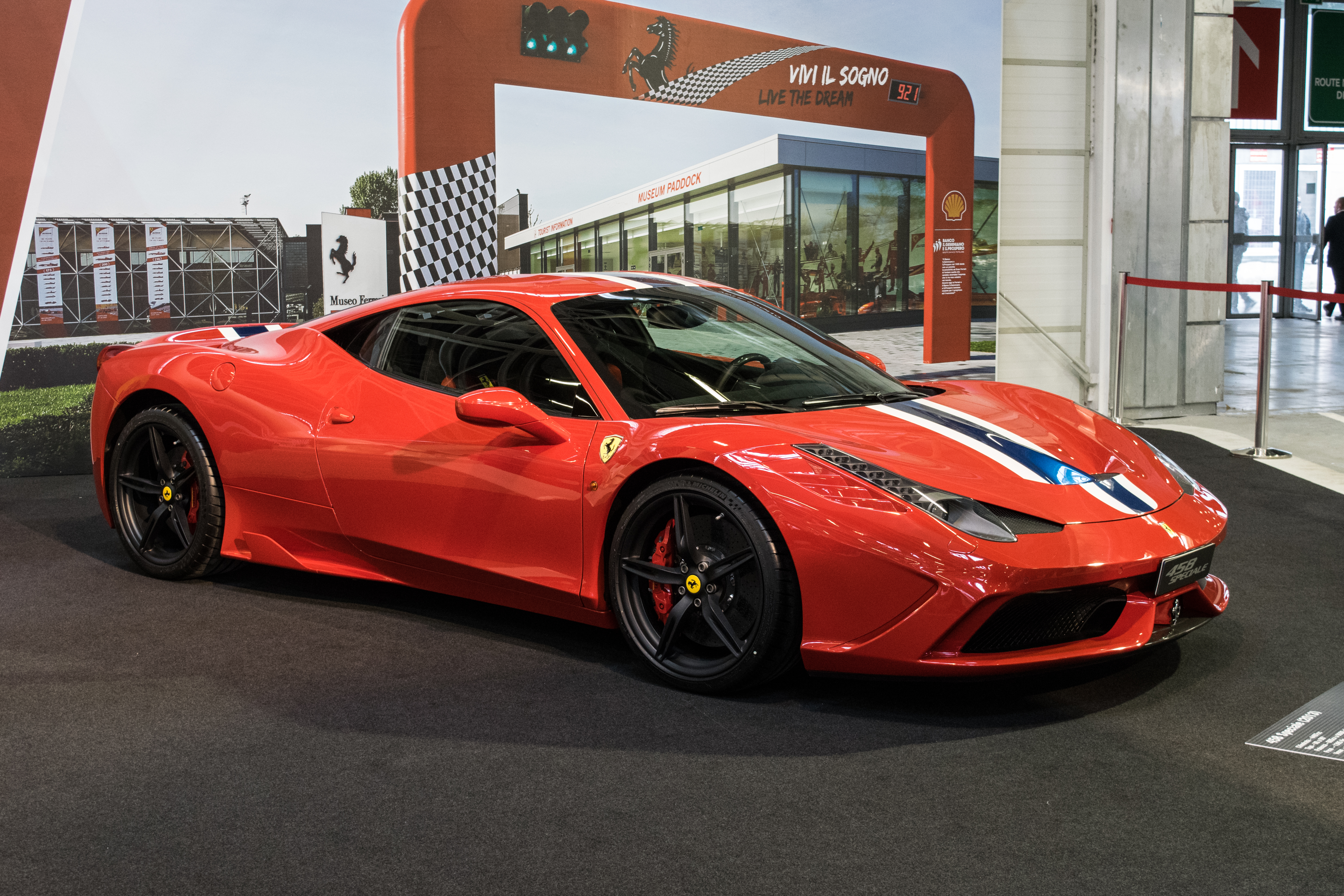
Un Ferrari 458 Italia en la edición de 2014

Entre 1988 y 1996 acogió el Trofeo Indoor de Fórmula 1.
En el mes de octubre de 2013 se anunció la cancelación de la edición de aquel año, debido a las dificultades del sector automovilístico.
El evento se recuperó en 2014, celebrándose entre el 6 y el 14 de diciembre. En noviembre de 2015 se anunció que la edición de ese mismo año se cancelaba.
La edición 2016 del evento de Bolonia se celebró del 3 al 11 de diciembre, y fue la primera edición organizada directamente por la Feria de Bolonia, que había adquirido todos los derechos a GL Events.
Tras las fuertes pérdidas de las últimas ediciones, se canceló la edición de 2018, anunciada inicialmente con una duración reducida. En la rueda de prensa mantenida el 25 de septiembre, se anunció un cambio total de formato, fecha y ubicación. El histórico Salón del Automóvil se sustituyó por un nuevo festival en la ciudad de Módena, repartido entre la Feria de Módena, el Autódromo de Módena y los distintos museos relacionados con el mundo del motor de la provincia, programado entre el 16 y el 19 de mayo de 2019 con el nombre de Motor Valley Fest.

## Cronología de las últimas ediciones
| Año  | N.º edición                      | Período                          | Expositores                      | Países                           | Contenido                                      | Visitantes                       |
| ---- | -------------------------------- | -------------------------------- | -------------------------------- | -------------------------------- | ---------------------------------------------- | -------------------------------- |
| 2006 | 31                               | 7 - 17 de diciembre              | n.d.                             | n.d.                             | n.d.                                           | 1.200.000                        |
| 2007 | 32                               | 7 - 16 de diciembre              | 389                              | 22                               | 140.000 m² cubiertos y 90.000 m² al aire libre | 1.123.649                        |
| 2008 | 33                               | (4-5) 6 - 14 de diciembre        | n.d.                             | n.d.                             | n.d.                                           | 970.000                          |
| 2009 | 34                               | 4 - 8 de diciembre               | n.d.                             | n.d.                             | n.d.                                           | 400.000                          |
| 2010 | 35                               | (2-3) 4 - 12 de diciembre        | 340                              | n.d.                             | n.d.                                           | 800.000                          |
| 2011 | 36                               | 3 - 11 de diciembre              | 258                              | n.d.                             | n.d.                                           | 856.314                          |
| 2012 | 37                               | (4) 5 - 9 de diciembre           | 133                              | n.d.                             | n.d.                                           | 450.011                          |
| 2013 | Anulado por falta de expositores | Anulado por falta de expositores | Anulado por falta de expositores | Anulado por falta de expositores | Anulado por falta de expositores               | Anulado por falta de expositores |
| 2014 | 38                               | 6 - 14 de diciembre              | 19                               | n.d.                             | n.d.                                           | 300.000                          |
| 2015 | Anulado por falta de expositores | Anulado por falta de expositores | Anulado por falta de expositores | Anulado por falta de expositores | Anulado por falta de expositores               | Anulado por falta de expositores |
| 2016 | 39                               | 3 - 11 de diciembre              | 43                               | n.d.                             | n.d.                                           | 237.000                          |
| 2017 | 40                               | 2 - 10 de diciembre              | n.d.                             | n.d.                             | n.d.                                           | 290.000                          |
| 2018 | Anulado definitivamente          | Anulado definitivamente          | Anulado definitivamente          | Anulado definitivamente          | Anulado definitivamente                        | Anulado definitivamente          |

## Madrinas del Salón
- 2004 - Aída Yéspica
- 2005 - Elisabetta Canalis
- 2006 - Magda Gomes
- 2007 - Elena Santarelli
- 2008 - Belén Rodríguez
- 2009 - Claudia Galanti
- 2010 - Martina Stella
- 2011 - Nina Seničar
- 2012 - Virginia Raffaele
- 2014 - Selvaggia Lucarelli
- 2016 - Eleonora Pedron
- 2017 - Giorgia Palmas